# Доходный дом братьев Пьянковых
Доходный дом братьев Пьянковых — жилое здание во Владивостоке. Построено в 1903 году. Автор проекта — Иван Мешков. Историческое здание по адресу Светланская улица, 43 сегодня является объектом культурного наследия Российской Федерации.

## История
Михаил, Иннокентий и Владимир Пьянковы являлись «настоящими водочными королями» на Дальнем Востоке. Братья владели тремя винокуренными заводами, деятельность фирмы Пьянковых охватывала Благовещенск, Владивосток и Хабаровск. Главным предприятием был Павлиновский винокуренный завод, неподалеку от села Никольского 1893 года постройки. Помимо заводов, Пьянковы владели доходными домами, магазинами, мельницей, стекольным заводом, занимались поставкой книг на весь Приморский край и были известны, как щедрые меценаты.
Здание доходного дома на Светланской, известное также как Дом Книги, было построено в 1903 году по проекту архитектора Ивана Мешкова. С инициативой строительства выступил старший из братьев — Михаил. В здании располагалась первая книжная лавка в городе и ряд торговых предприятий, которыми владела семья Пьянковых. В 1922 году в здании были открыты книжные магазины Книготоргового объединения государственных издательств. С этого времени книжная торговли приобрела статус государственной, а здание по адресу Светланская, 43 стало официально называться Домом Книги. В том же году в подвальном помещении был организован клуб комсомольской ячейки печатников типографии газеты «Красное знамя». 9 февраля 1923 года при клубе был создан первый пионерский отряд Владивостока.
С 1993 года предприятие в здании носит имя Приморский торговый Дом Книги.    

## Архитектура
Здание исполнено в традициях позднего классицизма с привнесённым орнаментальным декором. Основной объём имеет форму параллелепипеда, по краям главного и бокового фасадов выступают неглубокие ризалиты, увенчанные аттиками, имеющими пагодообразное очертание. Главный фасад имеет симметрично-осевую композицию. Центральная ось выделена высоким аттиком и полуциркулярной аркой проезда во двор. Стены фасада декорированы рустом — крупным и глубоким в нижних этажах, уменьшенным — в верхних. Окна первого этажа выполнены в виде крупных витрин, окна второго обрамлены развитым классицистическим сандриком в виде двухколонных портиков с треугольными фронтонами.            